# Fernan Paez de Talamancos
Fernan Paez de Talamancos (fl. XIII secolo) è stato un trovatore galiziano, attivo alla fine del XIII secolo.
È autore di otto componimenti poetici: cinque cantigas de amor, due delle quali giocose, e tre cantigas de escarnio.